# گنیس گارسیا جونینت
گنیس گارسیا جونینت (انگلیسی: Genís García Junyent؛ زادهٔ ۷ ژوئن ۱۹۷۵) بازیکن فوتبال اهل اسپانیا است. وی به نام «جنیس» معروف است. او عمدتاً در پست مدافع میانی بازی کرده است ولی در پست هافبک دفاعی نیز بازی می‌کند.

## زندگی حرفه‌ای
جنیس در سابادل، بارسلونا، کاتالونیا به دنیا آمد. وی محصول سطح جوانان باشگاه بارسلونا، لا ماسیا بود. او در طول دو فصل سگوندا دیویسیون به دلیل آسیب دیدگی شدید زانو تنها توانست پنج بازی انجام دهد. جنیس کار خود را در سگوندا دیویسیون بی با باشگاه همسایه سابادل از سر گرفت.
وی همچنین در تیم ملی فوتبال زیر ۱۸ سال اسپانیا بازی کرده‌است.